# Gudrun Behrens
Gudrun Behrens (* 6. April 1956 als Gudrun Hillebrand) ist eine ehemalige deutsche Volleyballspielerin.

## Karriere
Gudrun Behrens begann mit dem Volleyball in Aachen. Später ging die Mittelblockerin nach Westfalen zum Bundesligisten USC Münster, mit dem sie 1979 Deutscher Pokalsieger wurde. 1980 und 1981 gewann sie die Deutsche Meisterschaft. 1982 wurde sie mit Münster CEV-Pokalsieger. Gudrun Behrens spielte über 100 mal für die Deutsche Volleyball-Nationalmannschaft.

## Privates
Gudrun Behrens lebt in Münster. Sie ist verheiratet und hat zwei Söhne.